# Ильинское сельское поселение (Кимрский район)
Ильинское се́льское поселе́ние — муниципальное образование в составе Кимрского района Тверской области России.
Административный центр — село Ильинское.

## Географические данные
- Общая площадь: 274,6 км².
- Нахождение: центральная часть Кимрского района.
  - Граничит:
    - на севере — с Печетовским СП и Устиновским СП,
    - на юго-востоке — с Центральным СП,
    - на юге — с Фёдоровским СП,
    - на западе — с Конаковским районом, Первомайское СП,
    - на северо-западе — со Стоянцевским СП и Маловасилевским СП.

Поселение пересекает автодорога «Дубна — Кимры — Горицы», в Ильинском от неё отходит дорога «Тверь—Рождествено—Ильинское», а также дороги на Печетово и Неклюдово.

## История
В XII—XIV вв. территория поселения относилась к Владимиро-Суздальскому, затем к Тверскому княжеству. В XIV веке присоединена к Великому княжеству Московскому.
- После реформ Петра I территория поселения входила:[2]
  - в 1708—1727 гг. в Санкт-Петербургскую (Ингерманляндскую 1708—1710 гг.) губернию, Тверскую провинцию,
  - в 1727—1775 гг. в Новгородскую губернию, Тверскую провинцию,
  - в 1775—1781 гг. в Тверское наместничество, Кашинской и Тверской уезды,
  - в 1781—1796 гг. в Тверское наместничество, Корчевской уезд,
  - в 1796—1803 гг. в Тверскую губернию, Тверской уезд,
  - в 1803—1918 гг. в Тверскую губернию, Корчевской уезд,
  - в 1918—1929 гг. в Тверскую губернию, Кимрский уезд,
  - в 1929—1935 гг. в Московскую область, Кимрский район,
  - в 1935—1990 гг. в Калининскую область, Кимрский район,
  - с 1990 в Тверскую область, Кимрский район.

В середине XIX-начале XX века большинство деревень поселения относились к Ильинской, Стоянцевской и Ларцевской волостям Корчевского уезда. В 1950-е годы на территории поселения существовали Ильинский, Кучинский и Бородинский сельсоветы Кимрского района и Ново-Ивановский сельсовет Горицкого района.
Образовано в результате муниципальной реформы в 2005 году, включило в себя территории Ильинского и Кучинского сельских округов.

## Население
| 2005  | 2010  | 2011  | 2012  | 2013  | 2014  | 2015  |
| ----- | ----- | ----- | ----- | ----- | ----- | ----- |
| 1923  | ↘1588 | ↘1581 | ↗1584 | ↘1531 | ↘1471 | ↘1436 |
| 2016  | 2017  | 2018  | 2019  | 2020  | 2021  |       |
| ↘1417 | ↘1408 | ↘1380 | ↘1366 | ↘1342 | ↗1426 |       |

## Населённые пункты
На территории поселения находятся следующие населённые пункты:
| №  | Тип нп | Название          | Население (2008 год) |
| -- | ------ | ----------------- | -------------------- |
| 1  | дер.   | Андрейцево        | 2                    |
| 2  | дер.   | Большое Аксеново  | 3                    |
| 3  | дер.   | Большое Василево  | 4                    |
| 4  | дер.   | Большое Огрызково | 5                    |
| 5  | дер.   | Владышино         | 2                    |
| 6  | н.п.   | Погост Вышнево    | 0                    |
| 7  | дер.   | Ивакино           | 0                    |
| 8  | село   | Ильинское         | 1027                 |
| 9  | пос.   | Заводской         | 174                  |
| 10 | дер.   | Малое Аксеново    | 0                    |
| 11 | дер.   | Мануково          | 6                    |
| 12 | дер.   | Марково           | 0                    |
| 13 | дер.   | Морщихино         | 0                    |
| 14 | дер.   | Окаемово          | 4                    |
| 15 | дер.   | Радованье         | 4                    |
| 16 | дер.   | Ромашкино         | 127                  |
| 17 | дер.   | Сошниково         | 0                    |
| 18 | дер.   | Труфаново         | 1                    |
| 19 | дер.   | Усад              | 11                   |
| 20 | дер.   | Фетенино          | 2                    |
| 21 | дер.   | Янино             | 8                    |
| 22 | дер.   | Кучино            | 274                  |
| 23 | дер.   | Акимовское        | 0                    |
| 24 | дер.   | Афонино           | 1                    |
| 25 | дер.   | Барановская       | 1                    |
| 26 | дер.   | Бабенки           | 20                   |
| 27 | дер.   | Бородино          | 16                   |
| 28 | дер.   | Букарево          | 0                    |
| 29 | дер.   | Желудьево         | 0                    |
| 30 | дер.   | Завидово          | 0                    |
| 31 | дер.   | Исаево            | 12                   |
| 32 | дер.   | Крячково          | 3                    |
| 33 | дер.   | Максимцево        | 43                   |
| 34 | дер.   | Малое Семёново    | 0                    |
| 35 | дер.   | Мартынцево        | 6                    |
| 36 | дер.   | Михалково         | 11                   |
| 37 | дер.   | Мышкино           | 8                    |
| 38 | дер.   | Незденово         | 14                   |
| 39 | дер.   | Ново-Ивановское   | 4                    |
| 40 | дер.   | Новосёлово        | 1                    |
| 41 | дер.   | Раздобарино       | 9                    |
| 42 | дер.   | Тепенино          | 2                    |

Бывшие населённые пункты
На территории поселения исчезли деревни: Борзиково, Вышнево, Голубино, Губино, Макарово, Малое Огрызково, Некрасово, Петино, Садуново, Фенино, Ченцово и другие.

Деревня Данильцево присоединена к деревне Кучино.

## Экономика
Основные хозяйства: СПК «Ильинское» и колхоз «Бородинский».

## Известные люди
- Мстиславский Иван Фёдорович (1529?-1586), князь, боярин, выдающийся военный деятель при Иване Грозном, владелец Ильинской вотчины с 1550 г.
- Мстиславский Фёдор Иванович (1550?-1622), князь, боярин, выдающийся государственный деятель, 36 лет возглавлял Боярскую Думу, был кандидатом на царский престол, владелец Ильинской и с 1592 Кимрской вотчин,
- Жерягин Василий Андреевич (1857-1935?) - потомственный почётный гражданин, с. Ильинское,
- Бабурин - почётный гражданин, д. Бабёнки,
- Кригер Михаил Леонтьевич - почётный гражданин, усадьба Шестово,
- Графов Геннадий Михайлович - почётный гражданин Кимрского района, с. Ильинское,
- Карпов Василий Иванович - почётный гражданин Кимрского района, с. Ильинское|  | Этот раздел нужно дополнить. Пожалуйста, улучшите и дополните раздел. (16 февраля 2012) |